# Udea olivalis
Udea olivalis là một loài bướm đêm thuộc họ Crambidae. Nó được tìm thấy ở the châu Âu.
Sải cánh dài 24–28 mm. Con trưởng thành bay từ tháng 5 đến tháng 8 tùy theo địa điểm.
Ấu trùng ăn nhiều loại cây thân thảo khác nhau như Hedera helix, Lychnis, Nettle, Symphytum officinale và Lamiaceae.

## Hình ảnh

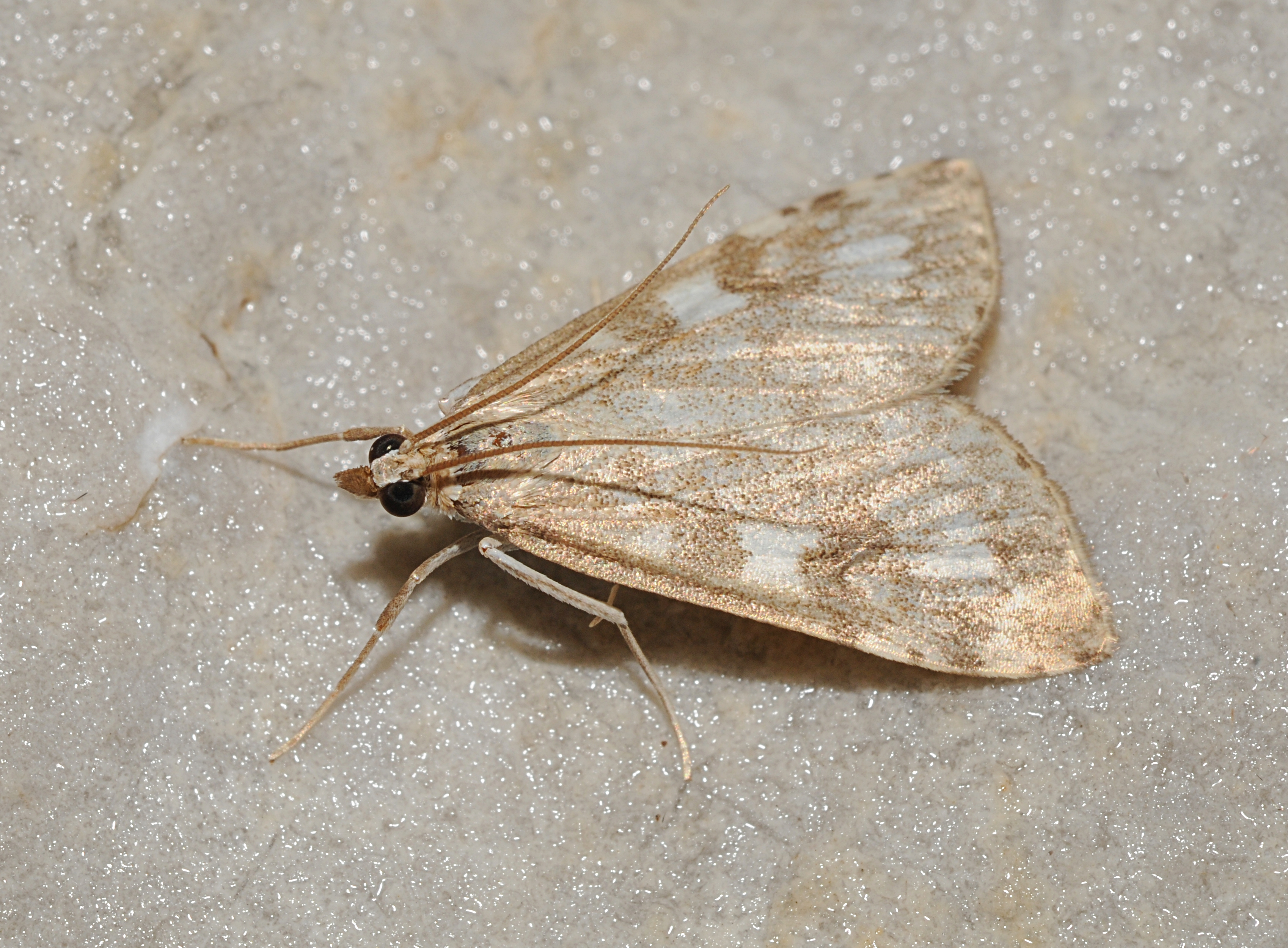